# Kelly Jones (muzyk)
Kelly Jones (ur. 3 czerwca 1974 w Cwmaman) – walijski muzyk, wokalista i gitarzysta rockowego zespołu Stereophonics.